# Torekov
Torekov – miejscowość (tätort) w Szwecji, w regionie administracyjnym (län) Skania, w gminie Båstad.
Według danych Szwedzkiego Urzędu Statystycznego liczba ludności wyniosła: 1078 (31 grudnia 2015), 1105 (31 grudnia 2018) i 1110 (31 grudnia 2019).